# Доминанта (теория музыки)
Домина́нта (от лат. dominans — господствующий) в теории музыки — пятая ступень мажорного и минорного ладовых звукорядов. Доминантой также называют трезвучие, построенное на пятой ступени. 
Доминанта — одна из трёх основных (наряду с тоникой и субдоминантой) тональных функций. В аналитической разметке обозначается римской цифрой V или латинской буквой D. 
В мажорно-минорной тональности пятой ступени (доминанте) традиционно отводится роль функционального контраста к первой ступени (тонике). Среди всех родственных тональностей доминанта считается господствующей (отсюда название), наиболее напряжённой тональностью, требующей разрешения.
В натуральном мажоре доминанта мажорная (например, C-dur — G-dur), в натуральном миноре — минорная (например a-moll — e-moll). В гармоническом миноре доминантовое трезвучие мажорное.
Гармонический оборот, содержащий доминанту и тонику, называется автентическим.